# Copa Masters CONMEBOL
Puchar Zdobywców Copa CONMEBOL (hiszp. Copa Masters CONMEBOL) – klubowe rozgrywki piłkarskie dla zdobywców czterech ostatnich edycji Copa CONMEBOL organizowane przez CONMEBOL (hiszp. Confederación Sudamericana de Fútbol) w 1996 roku.

## Historia
Zapoczątkowany został w 1996 roku przez CONMEBOL jako Copa Masters CONMEBOL. W rozgrywkach uczestniczyły zespoły, które zdobyły ten trofeum w ostatnich czterech lat. Do turnieju przystąpiły: Atlético Mineiro (zdobywca Copa CONMEBOL 1992), Botafogo (1993), São Paulo FC (1994) i Rosario Central (1995). Wszystkie mecze odbyły się na stadionach Cuiabá. W dniach od 8 do 12 lutego 1996 drużyny systemem pucharowym walczyły o Puchar. Pierwszym zwycięzcą został São Paulo, który pokonał w finale 3:0 Atlético Mineiro.

## Finały
| 1996 Szczegóły | São Paulo FC | 3:0 | Atlético Mineiro | Estádio Verdão, Cuiabá |  |

## Klasyfikacja medalowa
| Miejsce | Kraj     | Klub             | Zwycięzca | Finalista | Razem | Lata zwycięstw | Lata porażek |
| ------- | -------- | ---------------- | --------- | --------- | ----- | -------------- | ------------ |
| 1.      | Brazylia | São Paulo FC     | 1         | 0         | 1     | 1996           |              |
| 2.      | Brazylia | Atlético Mineiro | 0         | 1         | 1     |                | 1996         |

## Osiągnięcia krajowe
| Miejsce | Kraj     | Zwycięzca | Finalista | Razem |
| ------- | -------- | --------- | --------- | ----- |
| 1.      | Brazylia | 1         | 1         | 2     |